# Hillary Step

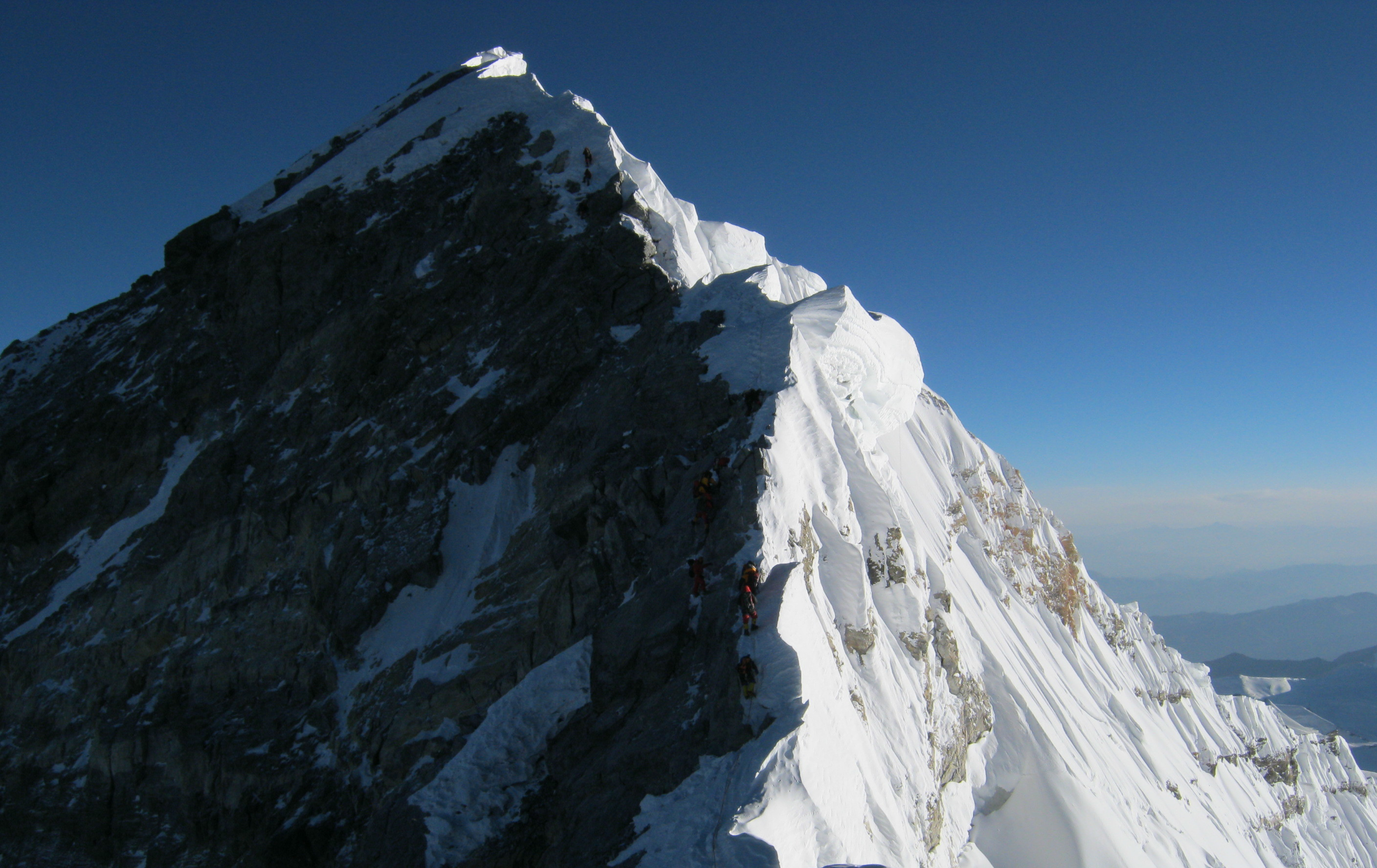
Der „Hillary Step“ (2010)

Der Hillary Step war eine etwa zwölf Meter hohe, über 70 Grad steile Felsstufe. Er befand sich auf dem südöstlichen Gipfelgrat des Mount Everest auf 8790 m über dem Meeresspiegel. Diese Stufe erhielt den Namen zu Ehren von Sir Edmund Hillary, der zusammen mit seinem Teamgefährten Tenzing Norgay bei der Erstbesteigung 1953 diese Steilstufe erkletterte. 2015 wurde die Saison nach einem schweren Erdbeben beendet. Nach der Wiederfreigaben wurde von Bergsteigern berichtet, dass die Felsstufe abgebrochen sei und die Einzelteile einen schneebedeckten Hang bilden. Das nepalesische Tourismusministerium hatte bis 2018 versucht, dies als eine Falschinformation darzustellen. Inzwischen liegen unzählige Berichte und Aufnahmen vor, die den Sachverhalt bestätigen.

## Bedeutung
Der Hillary Step war das letzte große Hindernis auf dem Anstieg zum Mount Everest über die Standard-Südroute. Er war eine der wenigen Stellen der Südroute, an denen man Klettern beherrschen musste, um diese Route zu bewältigen. Der Hillary Step hatte üblicherweise eine im Vorfeld angebrachte Seilsicherung durch ein Fixseil. Selbst die ersten Ersteiger einer neuen Jahressaison konnten oft noch eines der Seile vorangegangener Expeditionen nutzen, die vom Vorjahr hängengeblieben waren. War das nicht der Fall, gab es ohne Klettertechnik kein Weiterkommen. Zumeist war die Seilsicherung dort Aufgabe eines Zweierteams von Sherpas, die vor den Bergsteigern diese Arbeiten ausführten.

## Probleme bei geführten Everestbesteigungen
Auch mit Teamunterstützung und Seilsicherung konnte der Hillary Step das Ende einer bis zu 65.000 Dollar teuren Reise sein: wenn an einem der wenigen halbwegs „schönen“ (wetter-erträglichen) Tage im Mai zu viele Personen gleichzeitig auf den Mount Everest wollten, staute es sich öfter am Hillary Step. Es konnte zu mehrstündigen Wartezeiten kommen, bis man an der Reihe zum Hinaufklettern war. Wer es nicht bis spätestens 14:00 Uhr zum Gipfel schaffte, sollte umkehren. Infolge von Auskühlung und Erschöpfung wird ein späterer Abstieg zum meist tödlichen Risiko. 

## Todesfall 1996
Am Hillary Step kam es am 25. Mai 1996 zu einem tragischen Todesfall, als sich der englische Fotograf Bruce Herrod weit nach 14 Uhr oberhalb der Felsstufe aufhielt. Das Mitglied einer südafrikanischen Expedition war sehr spät noch zum Gipfel unterwegs. Üblicherweise kehren die Bergsteiger gegen 13 oder 14 Uhr um, damit eine Notnächtigung (Biwak) am Berg ohne Zelt vermieden wird, da sie am Everest eine hohe Gefahr des Erfrierens birgt. Der Fotograf erreichte erst kurz nach 17 Uhr den Gipfel, fotografierte mit Selbstauslöser seinen Erfolg und machte sich an die Rückkehr. Am Hillary Step verhedderte er sich völlig erschöpft in den Seilen und erfror kopfüber hängend. Als im Wind pendelnde Leiche fand ihn Monate später in der 1997er-Saison Anatoli Bukrejew, ein russisch-kasachischer Bergführer, der bereits bei einem anderen Unglück am Mount Everest im Jahr 1996 als Bergführer der Gruppe von Scott Fischer am Everest war. Peter Athans schnitt Herrods Leiche einige Tage später vom Seil. Seine Kamera und andere persönliche Dinge wurden geborgen.

## Erdbeben 2015
Nach den Erdbeben im April und Mai 2015 fanden 2015 keine Besteigungen statt. Im Mai 2017 wurde behauptet, dass die Felsen des Hillary Step vermutlich infolge der Erdbeben zusammengebrochen waren. Dies wurde kurz darauf dementiert. Bereits 2016 waren Vermutungen aufgekommen, aber das ungewohnte Erscheinungsbild des Hillary Step wurde zunächst mit den ungewöhnlich großen Schneemengen in der Saison erklärt. Ein Fotovergleich ergab 2017, dass durch das Erdbeben ein Teil des oberen Teils des Hillary Step zerstört wurde.

### Folgen des Zusammenbruchs für Besteigungen
Die Besteigung über die Südroute wurde im Aufstieg einfacher für Bergsteiger, jedoch bleibt weiterhin ein Nadelöhr bestehen. Unklar ist, inwieweit im losen Geröll Fixseile befestigt werden können und wie sich künftig unterschiedliche Schneeverhältnisse auf die Passage auswirken.
Seit wenigen Jahren versuchen die professionellen Besteigungsgesellschaften den Bereich der Engstelle zu entschärfen, indem zwei Fixseile verlegt werden, an denen gegebenenfalls zeitgleich Auf- oder Abstiege erfolgen können, ein gleiches Vorgehen wie auch an dem ähnlich berüchtigten Second Step auf der Nordseite. Die veränderte Passage der vormaligen Steilstufe kann diese Vorgehensweise vereinfachen.